# Desa Karyasari (administrativ by i Indonesien, Banten, lat -6,38, long 105,90)
Desa Karyasari är en administrativ by i Indonesien.   Den ligger i provinsen Banten, i den västra delen av landet, 110 km väster om huvudstaden Jakarta.